# 帕累托优先指标
帕累托优先指标（PPI），与帕累托原则有关，因此得名。是根据意大利的经济学家帕累托命名，可用于优先化多个质量管理项目，特别是与六西格玛有关的项目。最早由AT&T公司建立。
PPI计算方式如下：
{\displaystyle {\text{PPI}}={\frac {{\text{savings}}\times {\text{probability of success}}}{{\text{cost}}\times {\text{time of completion}}}}}
高PPI意味着项目优先度高。